# Jablanica (Đakovica)
Pour les articles homonymes, voir Jablanica.
Jabllanicë en albanais et Jablanica en serbe latin (en serbe cyrillique : Јабланица) est une localité du Kosovo située dans la commune/municipalité de Gjakovë/Đakovica, district de Gjakovë/Đakovica (Kosovo) ou de Pejë/Peć (Serbie). Selon le recensement kosovar de 2011, elle compte 439 habitants.

## Histoire
Sur le territoire du village se trouvent un site archéologique et un cimetière qui remontent au Moyen Âge ; tous deux sont proposés pour une inscription sur la liste des monuments culturels du Kosovo.

## Démographie

### Évolution historique de la population dans la localité
| 1948 | 1953 | 1961 | 1971 | 1981 | 1991 | 2011 |
| ---- | ---- | ---- | ---- | ---- | ---- | ---- |
| 326  | 392  | 447  | 555  | 665  | 694  | 439  |

|  |

### Répartition de la population par nationalités (2011)
En 2011, les Albanais représentaient 83,83 % de la population et les Égyptiens 16,17 %.